# Lubu (köpinghuvudort i Kina, Zhejiang Sheng, lat 29,99, long 121,23)
Lubu (kinesiska: 陆埠, 陆埠镇) är en köpinghuvudort i Kina. Den ligger i provinsen Zhejiang, i den östra delen av landet, omkring 110 kilometer öster om provinshuvudstaden Hangzhou. Antalet invånare är 46 247. Befolkningen består av 22 698 kvinnor och 23 549 män. Barn under 15 år utgör 11,0 %, vuxna 15-64 år 77 %, och äldre över 65 år 11,0 %.
Runt Lubu är det tätbefolkat, med 636 invånare per kvadratkilometer. Närmaste större samhälle är Yuyao, 10,2 km nordväst om Lubu. I omgivningarna runt Lubu växer i huvudsak blandskog.
Genomsnittlig årsnederbörd är 1 996 millimeter. Den regnigaste månaden är juni, med i genomsnitt 338 mm nederbörd, och den torraste är januari, med 70 mm nederbörd.